# The Crime of Dr. Forbes
Pour plus de détails, voir Fiche technique et Distribution.
The Crime of Dr. Forbes est un film américain réalisé par George Marshall, sorti en 1936.

## Fiche technique
- Titre : The Crime of Dr. Forbes
- Réalisation : George Marshall
- Scénario : Frances Hyland (en) et Saul Elkins
- Direction artistique : Duncan Cramer (en)
- Photographie : Ernest Palmer
- Montage : Alex Troffey (en)
- Société de production : 20th Century Fox
- Pays de production : États-Unis
- Format : Noir et blanc - 1,37:1
- Genre : policier
- Durée : 75 minutes
- Date de sortie : 1936

## Distribution
- Gloria Stuart : Ellen Godfrey
- Robert Kent : Dr Michael Forbes
- Henry Armetta : Luigi
- J. Edward Bromberg : Dr  Eric Godfrey
- Sara Haden : Dr  Anna Burkhart
- Alan Dinehart : Procureur général
- Charles Lane : Avocat de la défense
- DeWitt Jennings : Juge Benson
- Taylor Holmes : Dr  Robert Empey
- Paul Stanton : Dr John Creighton
- Russell Simpson : Shériff Neil
- Paul McVey : John Dunlap
- Charles Croker-King (en) : Dean Lewis